# غول‌پینه‌پا
غول‌پینه‌پاها (نام علمی: Titanotylopus) نام یک سرده از تیره شتران است.